# باتريسيا ماكورميك
باتريسيا ماكورميك (بالإنجليزية: Patricia McCormick)‏ هي كاتبة للأطفال وكاتِبة وصحفية أمريكية، ولدت في 23 مايو 1956 في واشنطن العاصمة في الولايات المتحدة.

## وصلات خارجية
- الموقع الرسمي